# Gunung Teumine
Gunung Teumine är en kulle i Indonesien.   Den ligger i provinsen Aceh, i den västra delen av landet, 1 700 km nordväst om huvudstaden Jakarta. Toppen på Gunung Teumine är 213 meter över havet.
Terrängen runt Gunung Teumine är platt åt nordost, men åt sydväst är den kuperad.Runt Gunung Teumine är det ganska tätbefolkat, med 116 invånare per kvadratkilometer. Närmaste större samhälle är Reuleuet, 17,7 km väster om Gunung Teumine. Omgivningarna runt Gunung Teumine är en mosaik av jordbruksmark och naturlig växtlighet.